# 일본-조선민주주의인민공화국 관계
일본-조선민주주의인민공화국 관계, 북일관계, 조일관계는 일본과 조선민주주의인민공화국 간의 관계를 말한다. 일본과 조선민주주의인민공화국의 외교관계는 정식으로 수교되지 않았지만, 납치된 일본인의 문제와 조선민주주의인민공화국의 핵계획에 대해 논의하기 위해 양국 정부 간에 외교협상이 이루어지고 있다. 양국의 관계는 심하게 긴장하고 긴장과 적의로 특징지워진다. 2014년 BBC 월드서비스 여론조사에 따르면 일본인의 91%가 조선민주주의인민공화국의 영향을 부정적으로 보고 있으며, 불과 1%가 긍정적인 견해를 보이고 있다. 세계에서 가장 부정적으로 보고 있다.

## 역사

### 한국전쟁 이후
조선민주주의인민공화국의 국가 선포 후 처음 몇 년 동안 평양과 도쿄 사이의 관계는 거의 적대적이었고 사실상 존재하지 않았다. 1949년부터 1950년까지, 조선민주주의인민공화국의 지도부는 일본과 이승만 정권 사이의 경제적 및 정치적 협상을 격렬하게 비난했다. 그러나 이후 조선민주주의인민공화국은 이승만 라인을 둘러싸고 일본과 대한민국 사이에서 발발한 분쟁을 이용하려고 했다. 소련과 다른 공산주의국과의 화해를 목표로 하토야마 이치로 총리의 발안에 응해, 1955년 2월, 북한의 남일은 일본과의 경제적 및 문화적 협력을 요구하는 성명을 발표했다. 1955년부터 1964년까지 조선민주주의인민공화국이 일본에 대한 협력적인 자세를 취함으로써 일한의 화해를 저지하려고 했던 것과 조선민주주의인민공화국이 소련에 대한 경제적 의존을 줄이려고 한 것 또한 일본과 조선민주주의인민공화국의 경제관계는 점차 확대되었다.
1955년 조선민주주의인민공화국은 재일본조선인총련합회의 설립을 지원했다. 조총련은 조선민주주의인민공화국과 동일시하고 재일조선인의 사실상의 대사관으로 기능하는 재일한국인의 옹호단체로 기능하고 있다. 1959년 적십자협정 체결 후 일본에서 조선민주주의인민공화국으로의 조선민주주의인민공화국 주민의 자발적 귀국은 천천히 원활하게 진행되었다. 1960년 후반까지 추정 60만명의 조선민주주의인민공화국 주민 중 약 5만명이 전세된 소련선을 타고 조선민주주의인민공화국에 도착했다. 본국 송환 프로그램은 1960년 10월에 추가로 1년간 연장되어 아직 본국 송환을 희망하고 있는 추정 60,000명에 대응했다.

### 한일기본조약 체결 이후
1965년 조선민주주의인민공화국 정부는 일본과 대한민국 간의 맺어진 한일기본조약을 강하게 비판했다. 사토 에이사쿠 총리 하에서 양국 관계는 악화되었지만, 1971년부터 1972년에 걸쳐 화해 과정에서 양국은 경제협력을 확대하게 되었다. 다나카 가쿠에이 총리 아래에서 일본 정부는 조선민주주의인민공화국과 대한민국에 대해 등거리 정책을 채택하고 문세광 사건 때 평양에 대해 서울 쪽에 서는 것을 거부했다. 그럼에도 북한과의 외교관계 확립은 여전히 삼가하고 있다. 미키 타케오와 그의 후계자 아래에서 일본은 분명히 조선민주주의인민공화국보다 대한민국을 지지하는 정책으로 돌아갔다.
1980년대 후반까지 조선민주주의인민공화국의 대일정책은 주로 대한민국과 일본의 협력을 최소화하고, 일본의 재무장을 억제하면서 일본과의 외교 및 상업관계를 더욱 긴밀하게 하는 것이 주 목적이었다. 이 정책의 핵심은 일본 내에서 조선민주주의인민공화국에 대한 지지, 특히 일본 공산당과 사회주의 정당을 지지하는 일본인과 재일 조선인 거주자를 육성하는 것이었다.
1980년대 후반 양국 관계는 더욱 적대적으로 바뀌었다. 두 정부는 외교 관계를 유지하지 않았고 실질적인 접촉도 없었다. 그럼에도 불구하고 야당인 일본사회당은 조선민주주의인민공화국 정권과 우호적인 관계를 유지했다. 1980년대에 연간 2억 달러를 초과하는 비공식 채널을 통해서만 조선민주주의인민공화국과의 무역을 허용했다.
긴장을 야기한 양국 문제에는 일본에 대한 조선민주주의인민공화국의 미디어 공격, 1980년대 대한민국에 대한 테러 행위에 대한 북한에 대한 경제 제재의 부과, 약 5000만 달러의 일본 기업에 대한 북한의 미지급 부채 포함 등이 있다.

### 김정은 집권 이후
2017년 기준으로, 양국 관계는 북한이 두 차례에 걸쳐 핵 가능 탄도 미사일을 일본 해역에 시험 발사한 이후 사상 최저 수준이다.

### 북일 국교 정상화 논의
1990년대 초, 일본은 조선민주주의인민공화국 사이에서 대한민국과의 관계를 유지하면서 외교 관계를 확립하는 것을 목적으로 한 장기협상을 하였다. 1990년 9월 자민당 가네마루 신 전 부총리가 이끄는 일본 정치대표단이 조선민주주의인민공화국을 방문했다. 가네마루와 조선민주주의인민공화국의 지도자인 김일성과의 개인회담 이후 9월 28일 발표된 공동선언은 일본이 식민지배의 기간에 대해 조선민주주의인민공화국에 사죄하고 보상하는 것을 요청했다. 양국은 외교관계 수립을 목적으로 한 협의를 시작하기로 합의했다.
1991년 1월 일본은 한반도의 1910-45년 식민지 지배에 대해 공식적인 사죄로 조선민주주의인민공화국과의 정상화 교섭을 시작했다. 협상은 조선민주주의인민공화국과 대한민국에 의한 유엔에 대한 동시 가맹의 제안에 대한 일본의 지지에 의해 지원되었다. 그러나 조선민주주의인민공화국의 핵시설의 국제사찰과 일본의 보상 금액의 문제는 협상이 더 어려운 것으로 밝혀졌다.
중국과 러시아 와의 관계 변화 패턴과 일치하여 조선민주주의인민공화국은 일본과의 긴장된 관계를 개선하기 위해 움직였다. 조선민주주의인민공화국의 주요 동기는 식량, 에너지, 외교적 및 경제적 고립에서 구제 목적인 것으로 보인다. 일본과의 관계의 정상화는 또한 일본이 대한민국과의 관계를 정상화했을 때의 전례인 일본의 식민지 지배 기간에 북한이 금전적 보상을 얻을 가능성이 증가하였다.
정규화 협상의 첫번째 시도는 1991년 1월 30일부터 31일까지 개최되었으나, 보상 문제는 곧바로 결렬되었다. 조선민주주의인민공화국은 식민지 지배 하에 입은 손해와 제2차 세계대전 이후 '고통과 손실' 보상을 요구했다. 그러나 일본은 조선민주주의인민공화국이 양자간 핵사찰 문제에 대해 대한민국과의 차이를 먼저 해결할 것을 주장하고 있다. 다른 논점은 1960년대에 한국인 배우자와 함께 조선민주주의인민공화국으로 이주한 일본인에 대한 정보를 제공하는 것을 북한이 거부했다는 것, 제2차 세계대전 중에 소련에 잡혀 북한에 보내진 일본 제국군의 문제이다.
북한은 북일 국교정상화교섭 담당대사직을 신설하여 송일호를 그 자리에 임명하였고, 북일 교섭 창구를 운영중에 있다.

## 납치 문제
조선민주주의인민공화국 정부의 공작원에 의한 일본으로부터의 일본인의 납치는 1977년부터 1983년까지 6년간 발생했다. 조선민주주의인민공화국은 수년에 걸쳐 납치를 부정했지만 2002년에는 13명을 인정했다. 재일조선인 이은희는 조선민주주의인민공화국의에 납치되어 간첩활동을 하는 학교에서 일본인을 가르쳤다. 2002년과 2004년에 고이즈미 준이치로 총리는 평양을 두 번 방문하여 그들의 귀환을 요구했다. 조선민주주의인민공화국은 최종적으로 납치된 13명 중 5명을 반환하고 나머지 8명이 사망했다고 주장했다. 일본이 DNA 검사를 통해 13세에 납치되어 조선민주주의인민공화국이 자살했다고 주장한 요코타 메구미의 유해가 실제로 그녀의 것이 아니라고 주장하면서 관계에 대한 긍정적인 영향은 붕괴되었다. 일본은 조선민주주의인민공화국에게 납치 사실을 밝히라고 압력을 가했지만 조선민주주의인민공화국은 이미 문제가 해결됐다고 주장하고 있다.

## 기타
마약 밀수, 해양 밀렵, 첩보 등 납치 외에도 일본에서 조선민주주의인민공화국의 은밀한 활동을 둘러싸고 양국 간에 여러 차례 충돌이 있었다. 조선민주주의인민공화국의 미사일 실험은 미사일이 때때로 일본 영공과 영토를 통과하기 때문에 일본의 우려 사항이 되곤 하였다.
1998년 조선민주주의인민공화국은 일본을 넘어 태평양에 상륙한 대포동 1호 탄도미사일을 성공적으로 발사했다. 이번 시험 발사는 뉴욕에서 조선민주주의인민공화국과 미국 사이에 조선민주주의인민공화국의 핵 개발 미래에 대한 협상이 진행되고 있는 상황에서 정치적 도전으로 여겨졌다.
일본은 2017년 3월 17일 조선민주주의인민공화국의 미사일 시험발사 이후 사상 첫 대피훈련을 실시했다. 2019년 11월, 조선민주주의인민공화국 관영 매체는 아베 신조 일본 총리가 평양의 최근 다연장 발사기 탄도 미사일 발사 시험을 언급한 후 가까운 장래에 실제 탄도 미사일을 보게 될 것이라고 경고했다. 이후 2021년 10월 조선민주주의인민공화국은 일본 해역에 더 많은 미사일을 발사했다.

## 같이 보기
- 한일 관계
- 한일 분쟁
- 대한민국–일본 관계
- 일본의 국제 관계
- 조선민주주의인민공화국의 대외 관계
- 조일평양선언
- 북일정상회담